# قسطون
قسطون (به عربی: قسطون) یک روستا در سوریه است که در استان حماه واقع شده‌است. قسطون ۶٬۱۸۷ نفر جمعیت دارد.